# دامیا آبلا
دامیا آبلا پرز (انگلیسی: Damià Abella؛ زادهٔ ۱۵ آوریل ۱۹۸۲) که با نام دامیا شناخته می‌شود، بازیکن بازنشسته فوتبال اهل اسپانیا است که در پست دفاع کناری بازی می‌کرد.
دامیا از زمانی که در بارسلونا بازی فوتبال را شروع کرد و به‌دنبالش با باشگاه‌های راسینگ سانتاندر، بتیس و اوساسونا ادامه داد، در مجموع ۱۹۸ بازی و ۵ گل در طول ۹ فصل لالیگا به دست آورد. او همچنین دو سال را در انگلستان با میدلزبورو گذراند.
وی همچنین در تیم ملی فوتبال کاتالونیا بازی کرده‌است.